# Justine Lacoste-Beaubien
Pour les articles homonymes, voir Lacoste et Beaubien.
Justine Lacoste-Beaubien, née le 1er octobre 1877 et morte le 17 janvier 1967 à Montréal, est une gestionnaire et philanthrope québécoise.

## Biographie
Justine Lacoste-Beaubien, née Lacoste, est issue d'une famille bourgeoise montréalaise. Son père, sir Alexandre Lacoste, avocat, professeur de droit à l'Université Laval à Montréal (1880-1923), sénateur (1884-1891), puis juge en chef de la province de Québec (1891-1907), est un éminent juriste et une personnalité influente du parti conservateur. Sa mère, Lady Lacoste, née Marie-Louise Globensky, est une figure importante des milieux philanthropiques montréalais.
Elle devient pensionnaire au couvent Hochelaga de Montréal. Elle épouse un homme d'affaires, Louis de Gaspé Beaubien en 1899.

### Hôpital Sainte-Justine
En 1907, Irma Levasseur, cherchant à intéresser des femmes à son projet de fondation d'un hôpital pour enfants à Montréal, rencontre Justine Lacoste-Beaubien. La docteure Levasseur, initiatrice du projet, partira l'année suivante.
En 1907, grâce à ses fondatrices et à l'appui de plusieurs autres bienfaiteurs montréalais, l'hôpital Sainte-Justine de Montréal est fondé. Une loi spéciale dégage les maris des fondatrices de leur responsabilité pour les actes de leur femme, administratrices à Ste-Justine. Dit autrement, cette loi permet aux femmes, malgré leur statut de femmes mariées, de gérer l’hôpital en siégeant au conseil d’administration et en signant les chèques, sans la supervision d’un homme. C’était alors un privilège réservé aux femmes non-mariées, divorcées (rare) ou veuves.
En 1907, elles accueillent un premier patient à leur hôpital situé sur la rue Saint-Denis, près de Roy. Dr Levasseur quitte l'organisation avant son incorporation en 1908. En mai 1908, l'établissement déménage sur la rue De Lorimier, au coin de Rachel.
Justine Lacoste-Beaubien est une gestionnaire chevronnée, ce qui permet de solliciter des fonds et de l'aide, de recruter des médecins et des bénévoles; si bien que le troisième hôpital, situé sur la rue Saint-Denis, passe de 60 à 300 lits entre 1914 et 1923. Avec les besoins toujours grandissants, elle planifie la construction d'un hôpital plus grand, dont la construction débute en 1951 ; il est situé chemin de la Côte-Sainte-Catherine à Montréal. Ouvert en 1957, il est aujourd'hui doté de 449 lits et affilié à l'Université de Montréal, ce qui en fait un des centres pédiatriques les plus importants au Canada.
Justine Lacoste-Beaubien a consacré sa vie à cette institution en y dédiant toute son énergie et son temps ainsi que sa fortune. Elle se retire en 1966, à l'âge de 89 ans, de la direction de l'hôpital après près de 60 ans de services ininterrompus. Me Marcelle Hémond Lacoste lui succède à la présidence de l'institution. Justine Lacoste décède à Outremont en janvier 1967 à l'âge de 89 ans.
Elle lègue une importante somme d’argent qui servira à créer, en 1969, la Fondation Justine-Lacoste-Beaubien pour encourager la recherche médicale.

### Archives
Le fonds d'archives de la famille Justine Lacoste-Beaubien est conservé au centre d'archives de Montréal de la Bibliothèque et Archives nationales du Québec. L'Université de Montréal conserve également des documents sur la Famille Lacoste.

## Hommages
- La rue Justine-Lacoste a été nommée en son honneur, en 1990, dans l'ancienne ville de Sainte-Foy , maintenant présente dans la ville de Québec.

## Sources
- Livres sur GoogleBooks
- Fiche sur Justine Lacoste-Beaubien, site web de l'Hôpital Sainte-Justine
- BAnQ : Justine Lacoste-Beaubien et l'hôpital Sainte-Justine
- Bilan du siècle : Justine Lacoste-Beaubien